# マイク・パットン

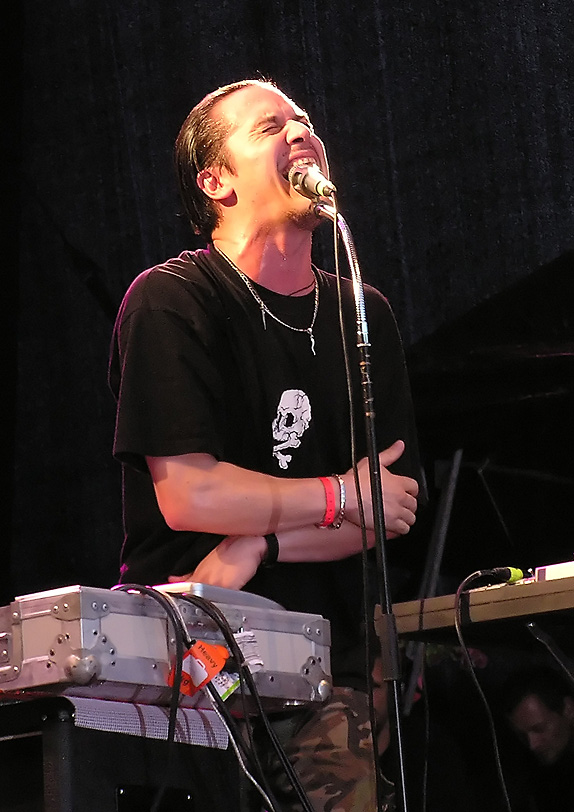
ファントマスで演奏するマイク・パットン（2005年）

マイク・パットン（Michael Allan Patton、1968年1月27日 - ）は、アメリカ合衆国カリフォルニア州出身の歌手、ボーカリスト、ミュージシャン、作詞家、作曲家。1988年から1998年まで活動したロックバンド、フェイス・ノー・モアのリードシンガーとして最もよく知られている。
1999年に、インディペンデント・レーベル、イピキャック・レコーディングス（日本での配給はデイメア・レコーディングス Daymare Recordings) を設立し、レーベルオーナーとして活動。自らのバンドやプロジェクトに加え、ジャズ・サックス奏者、ジョン・ゾーンや、ハンサム・ボーイ・モデリング・スクールのダン・ジ・オートメーター、ザ・ディリンジャー・エスケイプ・プランなど、様々なミュージシャンとのコラボレーション、ゲスト参加、映画のサウンドトラック制作、ゲームキャラクターの吹き替えなど、媒体・ジャンルを問わず幅広く活動している。
また、レッド・ホット・チリ・ペッパーズのメンバーとは、あまり関係が良くないことでも知られる。

## ボーカル・スタイル
フランク・シナトラ風の伸びやかな歌唱から、ファルセット、デスボイス、ラップ、ボイスパーカッション、叫び声、スキャット等、様々なスタイルを使い分ける。

## 主な参加バンド／プロジェクト
フェイス・ノー・モア (Faith No More) 1982年-1998年、2009年-
- サンフランシスコで結成されたロック・バンド。パットンは1988年より参加。ヘヴィメタル、ファンク、ハードコア・パンク、プログレッシブ・ロック、ヒップホップ、ジャズなどの要素を取り混ぜたスタイルで知られる。ヒット曲は「Epic」(1989年)で、アメリカでトップ10入りしている。

ミスター・バングル (Mr.Bungle) 1985年-2000年、2019年-
- パットンが高校時代、同級生らと結成したバンド。フェイス・ノー・モアよりも実験的で、アバンギャルドな色合いが濃い。ヘヴィメタル、ファンク、フリー・ジャズ、サーフ・ロック、パンク・ロック、スカ、ノイズ、デスメタル、ボサノヴァ、カントリー・ミュージックからケチャ、サーカス音楽、アニメやテレビゲームの音楽まで、あらゆる要素を取り入れた音楽スタイル。初期のライブでの奇抜な扮装（ピエロや死刑執行人、レザーのボンデージマスクなど）でも話題になった。

ファントマス (Fantomas) 1998年-
- パットンが、メルヴィンズのギタリストであるバズ・オズボーン、スレイヤーのドラマー、デイヴ・ロンバード、ミスター・バングルのベーシストだったトレヴァー・ダンと結成した、アヴァンギャルド・メタルバンド。

トマホーク (Tomahawk) 2000年-
- パットン、元ジーザス・リザードのギタリストのデュエイン・デニソン、元ヘルメットで現バトルスのドラマーのジョン・ステニアー、メルヴィンズのベーシストのケヴィン・ラトマニス（後に脱退）がメンバーとなったオルタナティブ・メタル／ロック・バンド。

ラヴェージ (Lovage) 2001年-
- ダン・ジ・オートメーター、パットン、エリージャン・フィールズのジェニファー・チャールズ、キッド・コアラなどによるプロジェクト。セクシーな歌詞の、ラウンジ・ミュージックのような音楽スタイル。

ピーピング・トム (Peeping Tom) 2006年-
- ノラ・ジョーンズ、ベベウ・ジルベルト、マッシヴ・アタック、ラゼールなどをゲストに迎えたソロ・プロジェクト。

モンド・カーネ (Mondo Cane) 2007年-
- パットンが、Aldo Sisillo、Roy Paciと共に行ったプロジェクト。オーケストラの演奏をバックに、イタリアの50年代、60年代ポップソングをカバーしている。

クルード (Crudo) 2008年-
- ダン・ジ・オートメーターとのプロジェクト。

## ディスコグラフィ

### ソロ・アルバム
- Adult Themes for Voices (1996年) ※フェイス・ノー・モアのツアー中、宿泊した各国のホテルの部屋にて録音された、実験的な作品。様々な発声法を試みている。
- Pranzo Oltranzista (1997年)
- 『ア・パーフェクト・プレイス』 - A Perfect Place (2008年) ※短編映画のためにパットンが作曲したサウンドトラック。映画本編のDVDと2枚組で発売された。
- Mondo Cane (2010年)

### フェイス・ノー・モア
- 『ザ・リアル・シング』 - The Real Thing (1989年)
- 『エンジェル・ダスト』 - Angel Dust (1992年)
- 『キング・フォー・ア・デイ』 - King for a Day... Fool for a Lifetime (1995年)
- 『アルバム・オブ・ザ・イヤー』 - Album of the Year (1997年)
- 『ソル・インヴィクタス』 - Sol Invictus (2015年)

### ミスター・バングル
- 『ミスター・バングル』 - Mr. Bungle (1991年)
- 『ディスコ・ヴォランテ』 - Disco Volante (1995年)
- 『カリフォルニア』 - California (1999年)
- 『ザ・レイジング・ラス・オブ・ジ・イースター・バニー・デモ』 - The Raging Wrath of the Easter Bunny Demo (2020年)

### ファントマス
- 『グレート・ジューイッシュ・ミュージック:マーク・ボラン』 - Great Jewish Music: Marc Bolan (1998年) ※ジョン・ゾーンのレーベル、ツァディクからリリースされた、マーク・ボランのカバーアルバム。様々なミュージシャンが参加する中、パットンはファントマス名義で「Chariot Choogle」をカバーしている。
- 『ファントマス』 - Fantômas (1999年)
- 『ザ・ディレクターズ・カット』 - The Director's Cut (2001年) ※ファントマスによる、映画音楽のカバー集。
- 『ミレニアム・モンスターワーク2000』 - Millennium Monsterwork 2000 (2002年) ※ファントマスとメルヴィンズが合体したバンドThe Fantômas Melvins Big Bandが、2000年に行ったライブを収録。
- 『デリリウムコーディア』 - Delìrium Còrdia (2004年)
- 『サスペンデッドアニメーション』 - Suspended Animation (2005年)
- The Director's Cut: A New Year's Revolution (2011年)

### トマホーク
- 『トマホーク』 - Tomahawk (2001年)
- 『ミットガス』 - Mit Gas (2003年)
- 『アノニマス』 - Anonymous (2007年)
- Oddfellows (2013年)
- 『トニック・インモビリティ』- Tonic Immobility (2021年)

### ラヴィッジ
- Music to Make Love to Your Old Lady By (2001年)

### ピーピング・トム
- 『ピーピング・トム』 - Peeping Tom (2006年)

### コラボレーション・アルバム
- She (1999年) ※メルツバウの秋田昌美とパットンによるユニット、マルドロール（Maldoror）のアルバム。
- Irony is a Dead Scene (2002年) ※ザ・ディリンジャー・エスケイプ・プランのEPに、パットンがボーカル、サンプリング、パーカッションで参加。
- Romances (2004年) ※ノルウェイのミュージシャン、カーダ（Kaada）とパットンによるコラボレーション。
- General Patton vs. The X-Ecutioners (2005年) ※アメリカ東海岸のスクラッチ／ターンテーブリスト集団、エクセキューショナーズ（The X-Ecutioners）とのコラボレーション。

### ジョン・ゾーン関連の参加アルバム
- Elegy (1992年) ※パットンはボーカルで参加
- Weird Little Boy (1998年)
- Hemophiliac (2002年) ※ゾーン、パットン、イクエ・モリによるプロジェクト
- 50th Birthday Celebration Volume Six (2004年) ※ゾーンの50歳の誕生日を記念して行われたHemophiliacのライブを収録。
- 50th Birthday Celebration Volume Twelve (2005年) ※ゾーンの50歳の誕生日を記念して行われたペインキラーのライブを収録。パットンは、ゲスト・ボーカリストとして参加。
- The Complete Studio Recordings (2005年) ※ゾーンのバンド、ネイキッド・シティのスタジオ録音作品ボックスセット。5枚組。パットンは「Grand Guignol」のボーカル・バージョンを担当
- The Stone: Issue One (2006年)
- Moonchild: Songs Without Words (2006年) ※ボーカル、ベース、ドラムのみによるプロジェクト。ゾーンは作曲のみで、演奏には参加していない。パットンはボーカルで参加。タイトル通り、歌詞のない歌唱を試みている。
- Astronome (2006年) ※Moonchildと同じメンバーでの第2弾。
- Six Litanies for Heliogabalus (2007年) ※Moonchildのメンバーに、オルガン、電子音、女声コーラス、ゾーンのサックスが加わっている。
- The Crucible (2008年)

## 出演作品
- 1990年 : Live At The Brixton Academy, London: You Fat Bastards ※フェイス・ノー・モアのライブビデオ (VHS)
- 1993年 : Video Croissant by Faith No More ※フェイス・ノー・モアのビデオクリップ集 (VHS)
- 1998年 : Who Cares A Lot: Greatest Videos ※フェイス・ノー・モアのビデオクリップ集 (VHS)
- 2002年 : A Bookshelf on Top of the Sky: 12 Stories About John Zorn ※ジョン・ゾーンが行うプロジェクトのライブやリハーサル映像を収めた作品。
- 2004年 : 『メダラDVD』 - Inner Part of an Animal or Plant Structure ※ビョークのアルバム『メダラ』のメイキング映像集。ゲスト参加したパットンのレコーディングの模様も収められている。
- 2005年 : Firecracker ※アメリカの映画監督、Steve Baldersonによる映画。パットンは俳優として、FrankとDavidの2役で参加している。共演はカレン・ブラックなど。
- 2006年 : Live At The Brixton Academy, London: You Fat Bastards/Who Cares A Lot?: The Greatest Videos by Faith No More ※過去にリリースされたフェイス・ノー・モアのVHS作品を2枚組DVDにして発売。
- 2007年 : Kaada/Patton Live ※カーダ/パットンの、1度だけ行われたライブを収録したDVD。
- 2007年 : 『アイ・アム・レジェンド』 - I Am Legend ※ウィル・スミス主演の映画。パットンはクリーチャーの声で参加。
- 2008年 : 『ア・パーフェクト・プレイス』 - A Perfect Place ※Derrick Scocchera 監督による短編映画。パットンはサウンドトラックを作曲。
- 2008年 : The Fantômas Melvins Big Band ※2007年に行われた、The Fantômas Melvins Big Bandのライブを収めたDVD。

### テレビゲーム
- 2007年 : 『ザ・ダークネス』 - The Darkness (Starbreeze Studios) ※The Darkness の声で参加。
- 2007年 : 『Portal』 - Portal (Valve Software) ※Anger Sphereの声で参加。
- 2008年 : 『Left 4 Dead』 - Left 4 Dead (Turtle Rock Studios/Valve Software)
- 2009年 : 『トップシークレット』 - Bionic Commando PS3版・Xbox 360版・PC版 (CAPCOM) ※Nathan Spencerの声で参加。